# Mnoho tváří lásky
Mnoho tváří lásky (v anglickém originále Love Is a Many Strangled Thing) je 17. díl 22. řady (celkem 481.) amerického animovaného seriálu Simpsonovi. Scénář napsal Bill Odenkirk a díl režíroval Michael Polcino. V USA měl premiéru dne 27. března 2011 na stanici Fox Broadcasting Company a v Česku byl poprvé vysílán 1. září 2011 na stanici Prima Cool.

## Děj
Po záchraně života pana Burnse dostane Homer lístky na zápas NFL mezi Springfieldskými atomy a Miamskými delfíny a vezme s sebou celou rodinu. Během zápasu začnou všichni před obrazovkou tančit, ale Bart tančit nechce, protože říká, že tanec je na jeho vkus „trochu panovačný“. Homer se ho snaží přimět k tanci lechtáním, ale nechtěně Barta poníží před diváky na stadionu, když ho lechtá tak dlouho, až se pomočí. Aby toho nebylo málo, majitelé stadionu se nad Bartem slitují a snaží se mu vysušit trenýrky otevřením střechy, ale ruské špionážní satelity zachytí obraz Barta s mokrými trenýrkami, což vede k všeobecnému ponížení na internetu a k invazi Ruska, které považuje jeho pomočené trenýrky za projev americké slabosti. 
Později té noci Marge vynadá Homerovi, že ranil Bartovy city, a povzbudí ho, aby se přihlásil do kurzu pro obohacení otcovství, který vede terapeut doktor Zander. Během kurzu se Homer náhodně zmíní, že Barta často škrtí za jeho rošťácké chování. Doktor Zander je šokován, když se dozví o Homerově násilí vůči Bartovi, a na dalším sezení provede sérii terapií. Přítel doktora Zandera, urostlý basketbalista Kareem Abdul-Jabbar, učí Homera, jaké to je být mladý, malý a bezmocný, tím, že ho neustále nemilosrdně škrtí, a dokonce jde tak daleko, že nechá Homera škrtit i své přátele. 
Bohužel terapie funguje až příliš dobře a Homer už Barta neškrtí, ani když se chlapec chová špatně, protože je z terapeutického sezení traumatizován. Když si Bart uvědomí, že sezení na zvládání hněvu udělala z Homera slabocha, využije toho a stane se z něj školní rváč, protože škola už nemůže počítat s tím, že ji Homerova agresivita před Bartem ochrání. Zděšená Bartovým týráním Homera se Marge rozhodne vzít Barta k doktoru Zanderovi, aby změnil své chování, ale ke svému šoku zjistí, že Zander se kvůli současné ekonomické krizi stal bezdomovcem. Marge prosí doktora Zandera, aby si s Bartem a Homerem promluvil za 23 dolarů a plechovku fazolí, a Zander souhlasí. 
Doktor Zander vezme Barta a Homera na výlet, zatímco Marge a Líza tráví čas sledováním smutných filmů o koních. Během jejich výletu se Zander pokusí několika cviky povzbudit Homera, aby měl k Bartovi důvěru, ale bohužel Bart zneužívá Homerovy nevědomosti a těší ho, když se zraní, což Zandera velmi mrzí. Konečnou zkouškou pro vztah Barta a Homera je, že Bart musí zachránit svého otce před oběšením na stromě, ale Bart se více soustředí na pranýřování Vočka, než aby se staral o Homerovo blaho. Doktor Zander si uvědomí, jak je Bart otravný, a rozhodne se ho škrtit, ale Bartovi se podaří Homera osvobodit a ten ho zachrání. Jako pomstu za Zanderovo chování zažalují Homer a Bart psychologa a získají jeho jediný zbývající majetek: díru ve velkém stromě, ve kterém žije, místo, kde se Homer a Bart konečně usmíří a sblíží.

## Produkce
Úvodní pasáž epizody začíná úvodními tóny znělky Futuramy namísto obvyklé znělky Simpsonových, přičemž přes obrazovku prolétá loď Planet Express. Futurama je další animovaný seriál vytvořený Mattem Groeningem a ve stejném týdnu, kdy byla epizoda odvysílána, byla oficiálně zahájena 7. řada seriálu.

## Přijetí
V původním americkém vysílání vidělo epizodu asi 6,14 milionu domácností s ratingem 2,8 podle agentury Nielsen a 8% podílem diváků ve věku 18 až 49 let, což znamenalo mírný nárůst sledovanosti oproti předchozímu dílu Haluze nocí Svatojánských.
Rowan Kaiser z The A.V. Clubu označil epizodu za „solidní“ a komentoval ji slovy: „Byl to prostě souvislý proud zábavných hlášek, jejichž četnost se neustále zvyšovala, až jsem si uvědomil, že jsem se chechtal v podstatě od začátku druhého aktu až do konce čtvrtého.“. Dílu udělil známku B+.

### Kontroverze
Epizoda byla poprvé odvysílána na britské veřejnoprávní televizi Channel 4 v prosinci 2014. Stanice části vystříhala, včetně scény s oběšením, ale i tak obdržela dvě stížnosti. Channel 4 provedl další úpravy, ale o deset měsíců později lidskou chybou odvysílal stejný sestřih epizody. Stížnosti byly podány u Ofcomu, orgánu pro standardy vysílání, který usoudil, že scény oběšení a Homera, který se nedokáže ubránit uškrcení Kareemem Abdulem-Jabbarem, by byly nevhodné pro děti. Channel 4 prohlásil, že epizoda bude znovu uvedena až po 21. hodině.